# آن چول سو
آن چول سو (کره‌ای: 안철수 [an tɕʰʌl.s͈u]؛ زادهٔ ۲۶ فوریه ۱۹۶۲) سیاستمدار، پزشک، بیزنس‌من و کارآفرین نرم‌افزار اهل کره جنوبی است.
در ۱ نوامبر ۲۰۲۱، آن چول سو نامزدی خود را برای انتخابات ریاست‌جمهوری کره جنوبی ۲۰۲۲ به عنوان نامزد نسخهٔ فعلی حزب مردم اعلام کرد.